# Monty Python: Almost the Truth (The Lawyers Cut)
Monty Python: Almost the Truth (The Lawyers Cut) è un documentario del 2009 che parla dei membri dei Monty Python dalla loro nascita fino ai giorni nostri. Esso mette in evidenza la loro infanzia, la vita scolastica e quella universitaria, i lavori pre-Python e include interviste di comici contemporanei e di attori che citano il gruppo come una influenza, tra cui Steve Cogan, Eddie Izzard, Russell Brand e Bruce Dickinson. È la prima volta in vent'anni che tutti i componenti sopravvissuti dei Python (John Cleese, Michael Palin, Eric Idle, Terry Gilliam e Terry Jones) si sono riuniti in un progetto del genere. Il film include anche dei filmati di repertorio su Graham Chapman. La struttura del documentario è simile a quella della serie The Beatles Anthology.

## Versioni
Ci sono tre versioni del documentario. Il film originale è lungo sette ore e mezzo, la versione tagliata è di 105 minuti e infine una versione doppiata "The BBC Lawyers Cut" che è lunga 59 minuti.

## Produzione
Il film fu prodotto dagli indipendenti produttori cinematografici Bill a Ben Productions (Bill è figlio di Terry Jones) in associazione con la Eagle Rock Entertainment.
Nel 29 settembre 2009, Vue Cinemas mostrò il film una sola notte. La "BBC Lawyers Cut" venne trasmessa sulla BBC 2 il 3 ottobre 2009. La versione integrale venne trasmessa in episodi di due ore la notte sulla IFC dal 19 ottobre al 23 ottobre 2009 e sulla Bravo! pochi giorni dopo. La versione integrale divenne disponibile in DVD e Blu-ray Disc nel 27 ottobre 2009.